# Radlast
Als Radlast bezeichnet man die Kraft, die senkrecht zur Fahrbahn von ihr auf das Rad wirkt.
Der Begriff Radlast wird sowohl bei luftbereiften als auch bei Eisenbahnrädern benutzt. Die Radlast im Ruhezustand des Fahrzeugs wird als statische Radlast bezeichnet.
Die Radlastdifferenz beschreibt bei schienenlosen Straßenfahrzeugen die Differenz der Radlasten an den Rädern einer Achse, die sich bei bestimmten Fahrzuständen einstellt.

## Straßenfahrzeuge
Alle weiteren Reifenkräfte und -momente, Seitenkraft, Umfangskraft und Reifenrückstellmoment hängen von der Radlast ab.
Die Radlastschwankungen, die sich bei unebener Fahrbahn einstellen, sind eine Ursache für geminderte Fahrsicherheit von PKW.
Nutzfahrzeuge tragen mit ihren statischen und dynamische Radlasten zur Beanspruchung von Straßen oder Brücken bei, siehe Nutzlast (Bauwesen).

### Radlastdifferenz
Wenn das Fahrzeug einem Kippmoment unterliegt – z. B. durch Seitenwind oder bei Kurvenfahrt – wirkt die Radlastdifferenz dem als Reaktionsmoment entgegen. Im letzteren Fall erfahren die kurvenäußeren Räder eine größere Radlast, die kurveninneren eine kleinere. Die Differenz lässt sich auch als Kräftepaar auffassen, das mit der Spurweite multipliziert ein Drehmoment darstellt.
Die Radlastdifferenzen bei Kurvenfahrt werden so auf Vorder- und Hinterachse aufgeteilt, dass das gewünschte Untersteuerverhalten im Grenzbereich erreicht wird, aber kein Rad einer Achse zu früh den Bodenkontakt verliert. Die Aufteilung hängt außer von den Tragfedern auch ab von zusätzlich montierten Stabilisatoren (vergrößern die „Wankfederrate“ an der jeweiligen Achse) und den Rollzentrumshöhen der Radaufhängungen.